# Требур
Требур (њем. Trebur) општина је у њемачкој савезној држави Хесен. Једно је од 14 општинских средишта округа Грос-Герау. Према процјени из 2010. у општини је живјело 13.082 становника. Посједује регионалну шифру (AGS) 6433014.

## Географски и демографски подаци
Требур се налази у савезној држави Хесен у округу Грос-Герау. Општина се налази на надморској висини од 85 метара. Површина општине износи 50,1 km². У самом мјесту је, према процјени из 2010. године, живјело 13.082 становника. Просјечна густина становништва износи 261 становника/km².

## Међународна сарадња
| Мјесто  | Држава    | Врста сарадње | Од    |
| ------- | --------- | ------------- | ----- |
| Бјелава | Пољска    | контакт       | 2000. |
|         | Француска | партнерство   | 1982. |
| Извор   |           |               |       |